# Dorfkirche Waltersdorf (Großschönau)

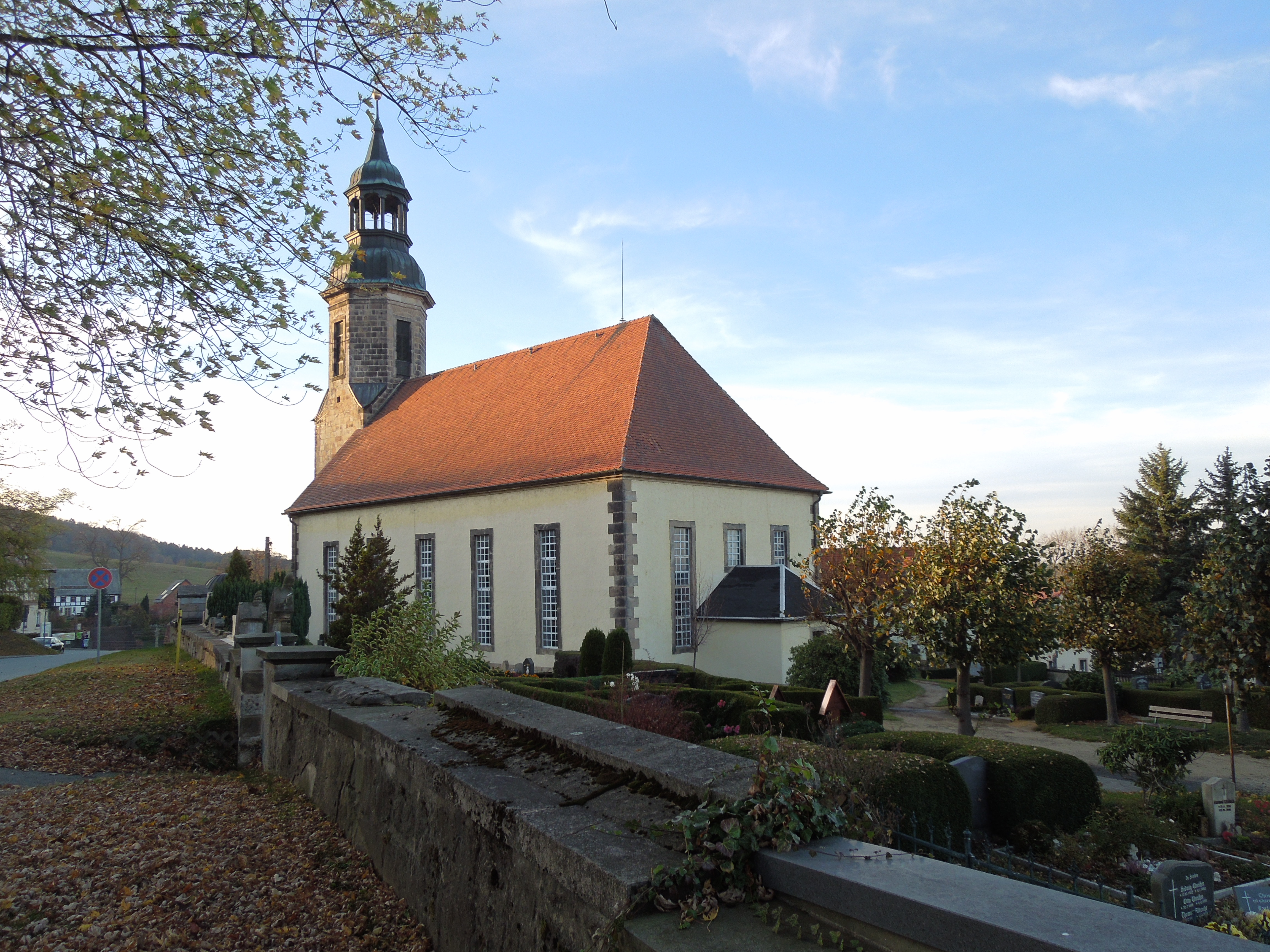
Dorfkirche Waltersdorf

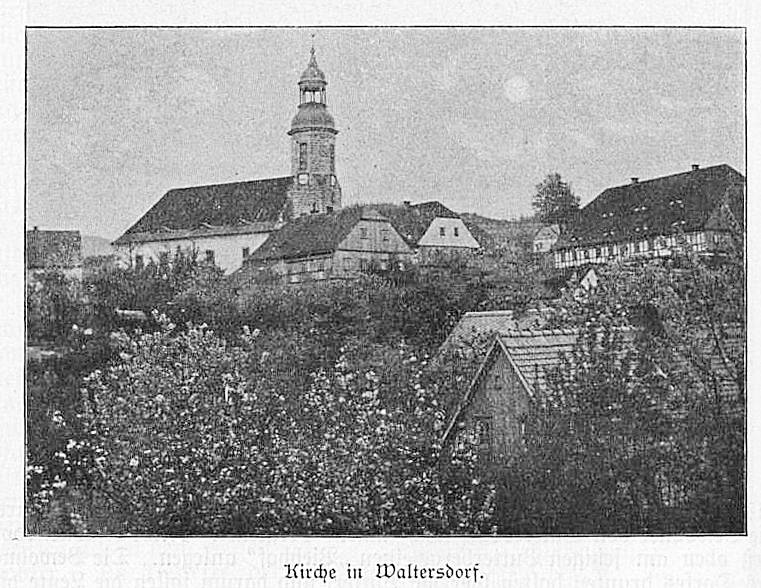
Ansicht um 1900

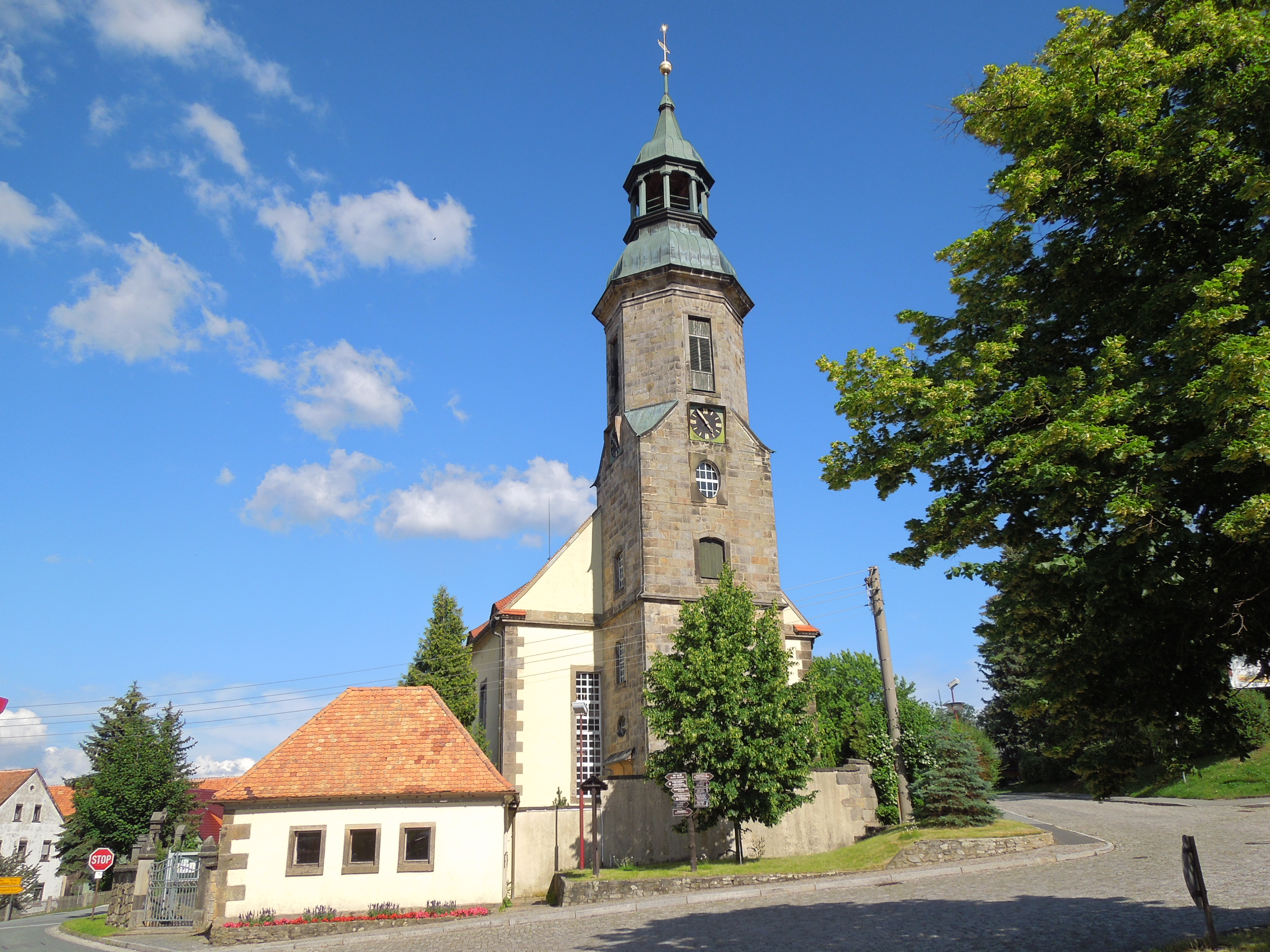
Westansicht mit Turm

Die evangelische Dorfkirche Waltersdorf ist eine barocke Saalkirche im Ortsteil Waltersdorf von Großschönau im Landkreis Görlitz in Sachsen. Sie gehört zur Kirchengemeinde Großschönau im Kirchenbezirk Löbau-Zittau der Evangelisch-Lutherischen Landeskirche Sachsens.

## Geschichte und Architektur
Die Kirche wurde in den Jahren 1648–1657 unter Verwendung eines Turms von 1553 erbaut. Im Jahr 1713 wurde das Bauwerk nach Westen erweitert und danach der Turm von 1726 bis 1729 errichtet. Erneuerungen und Restaurierungen erfolgten in den Jahren 1839, 1883, 1892 und 1929. 
Das Bauwerk ist ein Putzbau mit rechteckigem Abschluss nach Osten und einem Satteldach. Der Turm aus unverputzten Sandsteinquadern hat einen zweigeschossigen, quadratischen Unterbau und ein achteckiges Glockengeschoss und wird mit Haube und Laterne abgeschlossen. Das Bauwerk wird durch ein Portal im Westen erschlossen.
Das Innere ist durch die Emporen und die Kassettendecke geprägt, der Altar steht in einer halbrunden Nische. Die Emporen sind im Westen eingeschossig, auf der Nord- und Südseite zweigeschossig. Auf den unteren Emporen sind in Grisaillemalerei Szenen aus der Bibel dargestellt, auf der Nord- und Südseite acht Darstellungen zum Vaterunser, auf der Nordseite zusätzlich emblematische Darstellungen.

## Ausstattung
Die hölzerne Kirchenausstattung besteht hauptsächlich aus Altar, Taufe und Orgelgehäuse. Der barocke Altar aus der Zeit um 1700 ist mit einem Gemälde aus dem Jahr 1892 von Conrad Arthur Thomas versehen, das den segnenden Christus zeigt. Der Altarauszug von 1814 wurde im Jahr 1893 ersetzt. Die sechseckige barocke Kanzel des Waltersdorfer Tischlermeisters Schneider mit vorgelegten Dreiviertelsäulen stammt aus der Erbauungszeit, die Kanzeltreppe wurde 1826 verändert.
Unter der Südempore ist das Epitaph des böhmischen Exulantenpfarrers Jary († 1757) aufgestellt.

## Orgel
Die Orgel ist ein Werk von Johann Gottlieb Tamitius aus dem Jahr 1765 mit 18 Registern auf zwei Manualen und Pedal. Der dreiteilige Prospekt ist mit reich geschnitzter Rokokoornamentik und zwei Posaunenengeln als Bekrönung versehen und wurde ebenfalls von Schneider gefertigt. 
In den Jahren 1768, 1823 und 1835 wurden Wartungs- und Reparaturarbeiten an den Orgel durchgeführt. Im Jahr 1894 wurde durch die Firma Orgelbau A. Schuster & Sohn anstelle der Manualschiebekoppel eine Wippenkoppel eingebaut. 1912 wurde eine Dispositionsänderung durch dieselbe Firma vorgenommen. 1917 wurden die Prospektpfeifen für Kriegszwecke abgegeben. 1951 stellte die Firma Eule Orgelbau die originale Disposition wieder her. In den Jahren 1997/1998 wurde der Prospekt restauriert. Die Disposition lautet:
| I Hauptwerk CD–c3 |     |
| Quintadena        | 16′ |
| Principal         | 8′  |
| Bordun            | 8′  |
| Viola di Gamba    | 8′  |
| Octava            | 4′  |
| Quinta            | 3′  |
| Super-Octava      | 2′  |
| Mixtur IV         | 2′  |
| Trompete          | 8′  |

| II Oberwerk CD–c3 |    |
| Lieblich Gedackt  | 8′ |
| Principal         | 4′ |
| Rohrflöth         | 4′ |
| Octava            | 2′ |
| Mixtur III        | 1′ |

| Pedal CD–c1   |     |
| Sub Baß       | 16′ |
| Principal Baß | 8′  |
| Oktav Baß     | 4′  |
| Posaun Baß    | 16′ |

- Koppeln: Manualkoppel, Pedalkoppel
- Tremulant, Kalkantenruf

## Umgebung
Auf dem Friedhof stammt der älteste Grabstein aus der Zeit vor 1700. Beachtenswert ist das Grabmal des Johann Friedrich Kämmel († 1798) und seiner Frau Anna Leonore († 1778), das von den Söhnen errichtet wurde. Das Empiregrabmal ist mit einer kannelierten Säule versehen, die in einer Nische auf dem Sockel steht. Ein Rosenzweig ist um die Säule gelegt, auf der Säule steht ein weinender Engel mit Totenschädel, vor dem Postament der Säule ist ein geflügelter Satyrkopf mit Stundenglas und Sense angebracht.